# The Old Man and the Gun
Pour plus de détails, voir Fiche technique et Distribution.
The Old Man and the Gun est un film américain réalisé par David Lowery et sorti en 2018. Il s'inspire de l'article de presse The Old Man and the Gun de David Grann, paru dans The New Yorker et racontant la vie de Forrest Tucker.
Robert Redford annonce un temps qu'il prend sa retraite et que c'est son dernier film, bien qu'il se rétracte ensuite.

## Synopsis
Âgé de 78 ans, Forrest Tucker s'est jadis évadé 16 fois de prison. Malgré son âge, il n'a toujours pas renoncé à sa passion pour les braquages.

## Fiche technique
Sauf indication contraire, les informations mentionnées dans cette section peuvent être confirmées par la base de données cinématographiques IMDb,  présente dans la section « Liens externes ».
- Titre original : The Old Man and the Gun
- Réalisation : David Lowery
- Scénario : David Lowery, d'après l'article de presse The Old Man and the Gun de David Grann
- Direction artistique : Miles Michael
- Décors : Scott Kuzio
- Costumes : Annell Brodeur
- Photographie : Joe Anderson
- Montage : Lisa Zeno Churgin
- Musique : Daniel Hart
- Production : Bill Holderman, Anthony Mastromauro, Dawn Ostroff, Robert Redford, Jeremy Steckler et James D. Stern
- Sociétés de production : Condé Nast Entertainment, Endgame Entertainment, Identity Films, Sailor Bear Productions et Wildwood Enterprises
- Sociétés de distribution : Fox Searchlight Pictures (États-Unis), Prime Video (France)
- Budget : n/a
- Pays d'origine :  États-Unis
- Langue originale : anglais
- Format : couleur
- Genre : comédie dramatique, biopic
- Durée : 93 minutes
- Dates de sortie[3] :
  - États-Unis : 31 août 2018 (festival du film de Telluride), 28 septembre 2018 (sortie limitée), 19 octobre 2018 (sortie nationale)
  - Canada : 10 septembre 2018 (festival international du film de Toronto)
  - France : 31 janvier 2019 (en vidéo à la demande)

## Distribution
- Robert Redford (VF : Féodor Atkine ; VQ : Marc Bellier) : Forrest Tucker
- Casey Affleck (VF : Donald Reignoux ; VQ : Sébastien Reding) : inspecteur John Hunt
- Sissy Spacek (VF : Frédérique Cantrel ; VQ : Claudine Chatel) : Jewel
- Danny Glover (VF : Saïd Amadis ; VQ : Guy Nadon) : Teddy Green
- Tika Sumpter (VF : Aurore Bonjour ; VQ : Émilie Bibeau) : Maureen
- Tom Waits (VF : Gérard Surugue ; VQ : Éric Gaudry) : Waller
- Elisabeth Moss (VF : Anne Dolan ; VQ : Mélanie Laberge) : Dorothy
- Isiah Whitlock Jr. : Gene Dentler
- Keith Carradine : Capitaine Calder
- Gene Jones (VF : Hervé Jolly) : Mr. Owens
- Robert Longstreet (VF : Jérémie Covillault) : Beckley
- John David Washington : lieutenant Kelley

## Production
En octobre 2016, Casey Affleck et Robert Redford rejoignent la distribution d'un film, écrit et réalisé par David Lowery. Robert Redfort avait tourné sous la direction de David Lowery pour Peter et Elliott le dragon (2016), alors que Casey Affleck apparait dans Les Amants du Texas (2013) et A Ghost Story (2017).
La production est assurée par James D. Stern, Jeremy Steckler, Dawn Ostroff, Robert Redford, Anthony Mastromauro et Bill Holderman,. En mars 2017, Tika Sumpter, Sissy Spacek, Danny Glover, Tom Waits, Elisabeth Moss et Isiah Whitlock, Jr. rejoignent eux aussi la distribution,. En avril 2017, Keith Carradine, qui avait déjà été dirigé par David Lowery dans Les Amants du Texas, est confirmé dans le film.
Le tournage débute dans l'Ohio le 3 avril 2017. Il a ainsi lieu à Dayton, Bethel, Blue Ash, Batavia, Cincinnati ou encore à Hamilton. Certaines scènes sont par ailleurs tournées dans le Michigan (Jackson), dans le Kentucky (Covington, Newport) et au Texas (Bellmead, Fort Worth).

## Distinctions

### Sélections
- Festival international du film de Toronto 2018 : sélection en section Special Presentations.
- Festival du film de Londres 2018 : sélection en compétition officielle.
- Festival international du film de Rome 2018 : sélection en compétition officielle.